# Калиш
Ка́лиш (пол. Kaliszо файле, лат. Calisia, нем. Kalisch) — город на правах повята в Польше, в Великопольском воеводстве. Расположен на реке Просне в юго-восточной части воеводства, является вторым по численности населения городом в воеводстве, центром Калиш-Островской агломерации и Калишского промышленного округа.
Ряд историков отождествляет с Калишком античное поселение Кализия (лат. Calisia), упомянутое географом Клавдием Птолемеем во II веке н. э., что делает Калиш одним из старейших городов Польши.
Город является важным культурным центром региона. Здесь действуют театры, музеи, филармония, галереи искусств. Ежегодно проводятся фестивали, в том числе Калишские театральные встречи (с 1961 года) и Международный фестиваль джазовых пианистов (с 1974 года). В городе также функционирует Калишский университет имени Президента Станислава Войцеховского.
Покровителем Калиша является Святой Иосиф. День города отмечается 11 июня.

## География

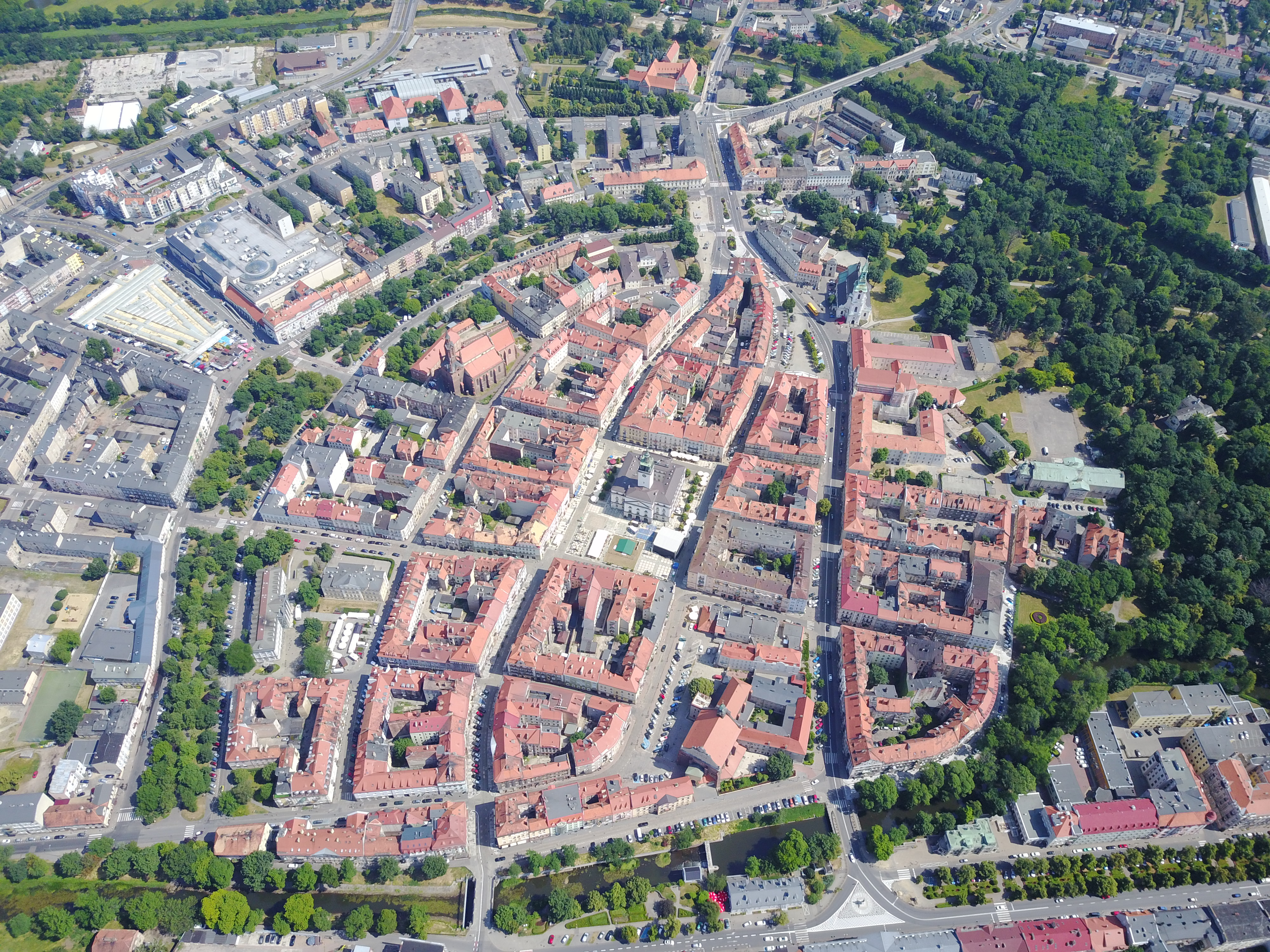
Староместский градостроительный ансамбль Калиша с высоты птичьего полёта

### Положение
Калиш лежит на Южновеликопольской низменности, в восточной части Калишской возвышенности, в исторической Великопольше. Город расположен над рекой Просной, у впадения в неё Свентрни. Протяжённость административных границ Калиша составляет около 10 км по оси север-юг и около 11 км по оси восток-запад.

### Рельеф
Исторические части Калиша лежат в глубокой (до 40 м) долине Просны. Центр города расположен на двух речных островах. Новые жилые массивы, строительство которых началось в 1957 году, находятся в левобережной части города, на надпойменной террасе и возвышенности. Самая высокая точка Калиша — холм на территории садов «Дзевяж» на Винярах (151 м над уровнем моря), а самая низкая — берег Бернардинского канала на границе с гминой Близанув (98 м над уровнем моря).

### Гидрография

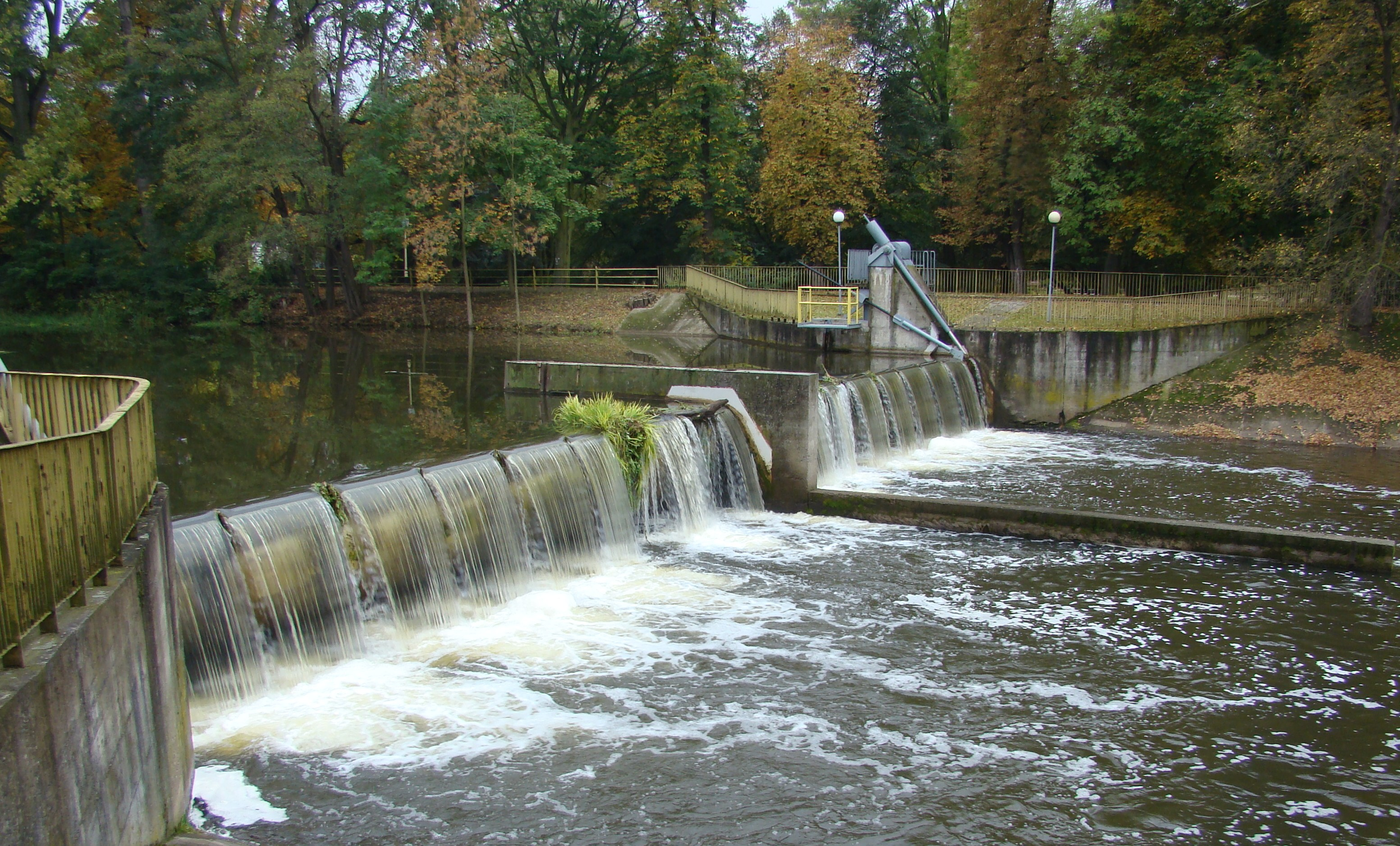
Шлюз на Бернардинском канале

Основной водоток в Калише — река Просна, протекающая с юга на северо-запад, вместе с её каналами: Бернардинским и Рыпинковским. В черте города в Просну впадают притоки Троянувка, Свентрня, Пивоня и Кремпица. В Калише насчитывается около 30 мостов, из-за чего его иногда называют «польской Венецией».

### Зелёные зоны
Городские зелёные насаждения (парки, скверы, зелень жилых массивов и улиц) занимают около 210 га, а леса — около 405 га, что в совокупности составляет почти 9% площади города. Важнейшим зелёным объектом является обширный Городской парк (24,3 га), основанный в 1798 году, что делает его старейшим городским парком в Польше.

### Климат
Согласно классификации Винценты Околовича, Калиш находится в зоне умеренно-тёплого переходного климата. В городе преобладают западные и юго-западные ветры. Район Калиша относится к областям с наименьшим количеством атмосферных осадков в стране; в 1991–2020 годах средняя годовая сумма осадков составляла 494 мм — самый низкий показатель среди всех городов Польши.
| Показатель | Янв. | Фев. | Март | Апр. | Май | Июнь | Июль | Авг. | Сен. | Окт. | Нояб. | Дек. |
| ---------- | ---- | ---- | ---- | ---- | --- | ---- | ---- | ---- | ---- | ---- | ----- | ---- |

## История

### Древность и Средневековье

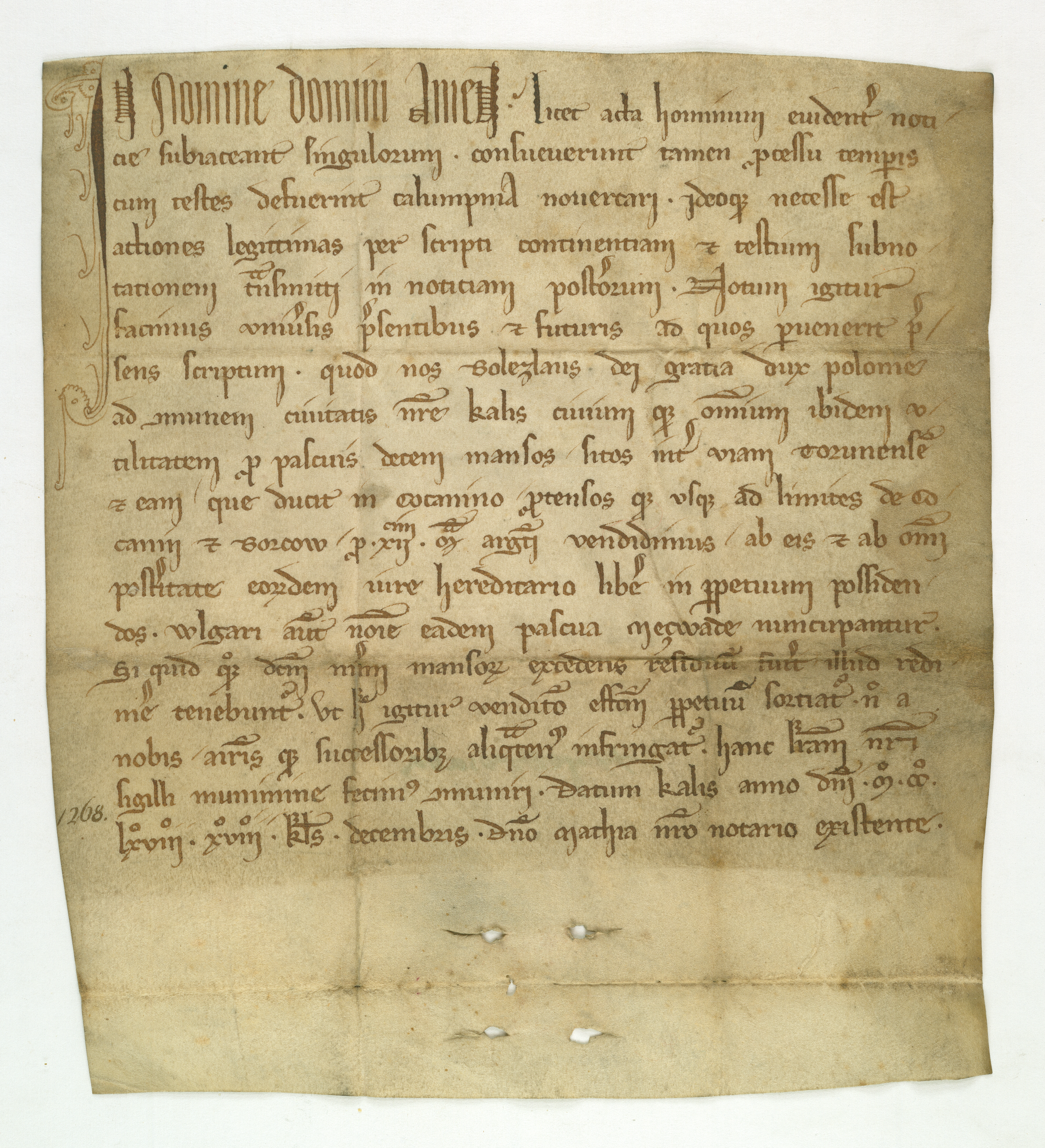
Первое документальное упоминание города Калиш в документе, выданном Болеславом V Стыдливым в 1268 году

Многочисленные археологические находки, в том числе римские импорты, указывают на то, что окрестности Калиша были важным пунктом на Янтарном пути. Сходство средневекового названия Калиш с античной Кализией, упомянутой Птолемеем в 158 году н.э., стало основанием для их отождествления некоторыми историками, начиная с Яна Длугоша.
Первое городище в районе современного района Заводзе было возведено около 850–860 годов. Оно стало одним из главных центров племенного государства Пястов. С X века Калиш был одной из главных резиденций королевства (лат. sedes regni principalis).
В 1106 году Болеслав III Кривоустый в войне со своим братом Збигневом взял приступом город и находившийся при нём укреплённый замок.
В 1233 году Генрих I Бородатый сжёг городище на Заводзе и основал новый город на его нынешнем месте. Расцвет города пришёлся на вторую половину XIII века, когда он стал главной резиденцией князя Болеслава Благочестивого и столицей восточной Великопольши. Между 1253 и 1260 годами Болеслав даровал Калишу локационный привилей на основе сьродского права. В 1282 году Пшемысл II подтвердил городские права.
В 1331 году Калишский замок был взят штурмом крестоносцами, но сам город устоял, во многом благодаря сильному разливу реки Просны. Король Казимир III Великий обнёс город и замок каменной стеной, остатки которой сохранились по сей день.
В XV веке город достиг своего расцвета, его печать ставилась на договорах с Тевтонским орденом наравне с печатями Кракова, Познани и Сандомира. В 1583 году примас Станислав Карнковский основал в городе иезуитский коллегиум.

### Новое и Новейшее время

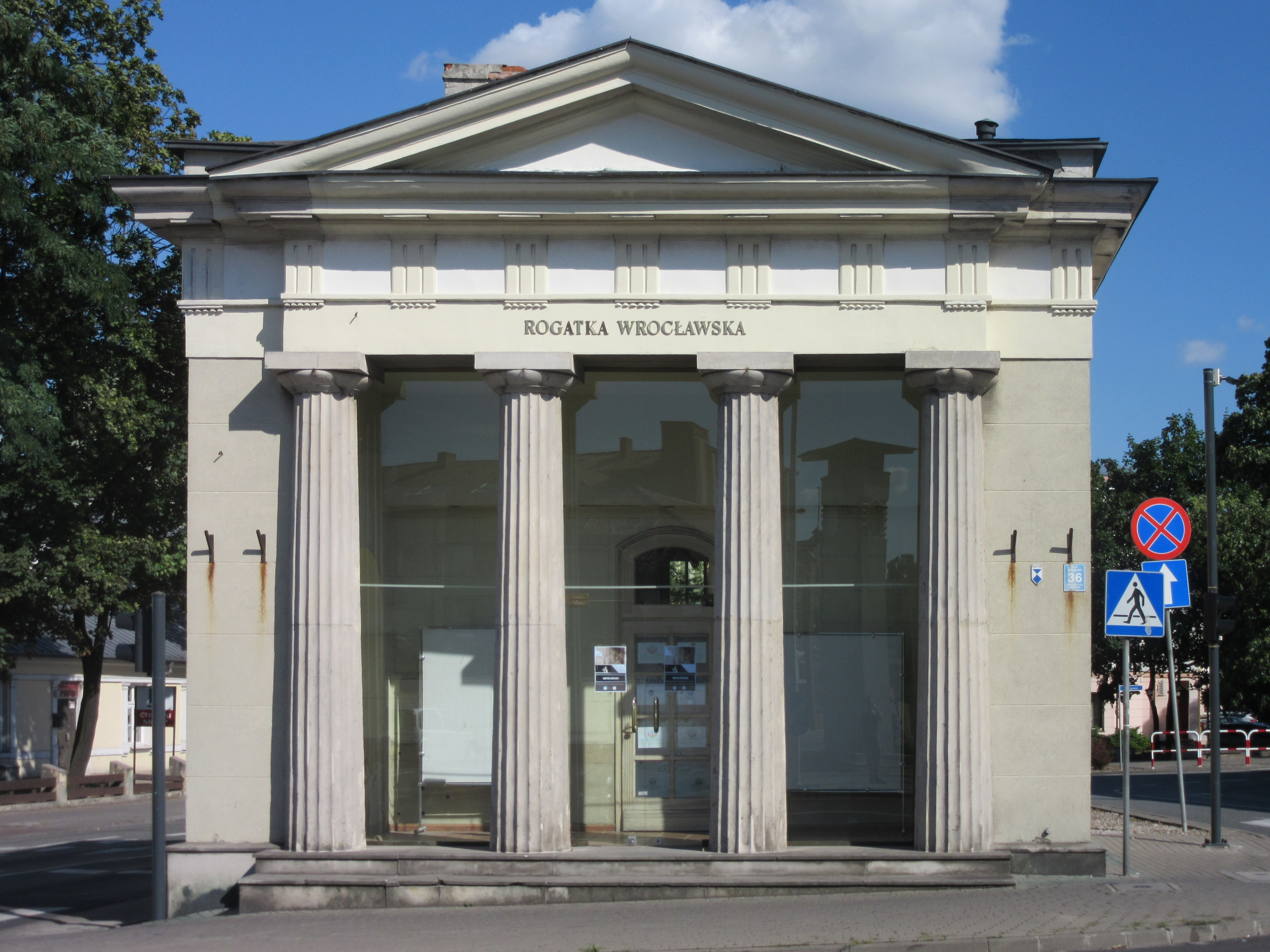
Вроцлавская рогатка в Калише, 1828

В 1655 году шведы овладели городом, но через год были вынуждены его вернуть. Город был сильно разрушен, а последующие эпидемии, наводнения и пожары привели его в упадок.
18 (29) октября 1706 года в ходе Северной войны близ города состоялась битва, в которой союзные русско-польско-саксонские войска под командованием Августа II и князя А. Д. Меншикова разгромили польско-шведский корпус генерала А. Мардефельта.
После второго раздела Речи Посполитой в 1793 году город отошёл к Пруссии. С 1807 года — центр департамента в Варшавском герцогстве. В 1815 году в составе Царства Польского вошёл в состав Российской империи. Был центром Калишского воеводства (1816—1837), а затем Калишской губернии (1837—1844, 1867—1917).

#### Разрушение Калиша в 1914 году

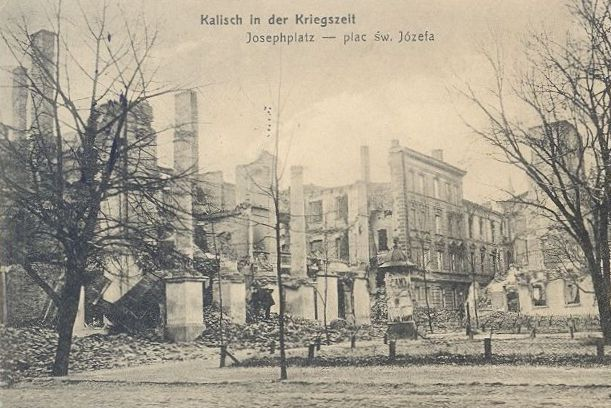
Разрушенный Дворец Вайссов в Калише, 1914

В самом начале Первой мировой войны, 2 августа 1914 года, в город без боя вошли германские войска. В период с 7 по 22 августа по неустановленным причинам немецкие войска подвергли город артиллерийскому обстрелу и сожгли его. В результате было уничтожено 95% исторического центра, а население сократилось с 70 тысяч до 5 тысяч человек. Трагедия города была описана Марией Домбровской в романе «Ночи и дни».

#### Межвоенный период и Вторая мировая война
После восстановления независимости Польши город был отстроен с сохранением средневековой планировки. В 1939 году население Калиша достигло 81 052 человек.
4 сентября 1939 года Калиш был оккупирован немецкими войсками. Город был включён в состав Третьего рейха как часть рейхсгау Вартеланд. Начались массовые репрессии против польского и еврейского населения, включая публичные казни и массовые высылки в Генерал-губернаторство. Было создано Калишское гетто. В результате немецкой оккупации население города к 1945 году сократилось до 43 тысяч человек.
Город был освобождён 23 января 1945 года войсками 1-го Белорусского фронта в ходе Висло-Одерской операции.

#### Послевоенный период
В ПНР в городе развивались пищевая, швейная, химическая, металлургическая и текстильная промышленность. В 1960 году состоялось празднование «XVIII веков Калиша», которое дало старт общенациональным торжествам Тысячелетия польского государства. В 1975–1998 годах Калиш был столицей Калишского воеводства. 4 июня 1997 года город посетил папа Иоанн Павел II.

## Население
Крупнейшая численность населения в Калише была зафиксирована в 2000 году — 110 104 жителя. С тех пор наблюдается постепенное снижение.

## Экономика
Калиш — главный центр Калишского промышленного округа. Ведущие отрасли промышленности:
- Авиационная промышленность: производство авиационных двигателей и комплектующих (Pratt & Whitney Kalisz, WSK „PZL-Kalisz”).
- Пищевая промышленность: Winiary (часть Nestlé), Colian (кондитерские изделия, напитки).
- Текстильная и швейная промышленность: Big Star (джинсовая одежда), Haft (производство штор и кружев), Runotex (ткани).

На конец декабря 2024 года уровень безработицы в Калише составлял 3,7%.

## Транспорт

### Железнодорожный транспорт

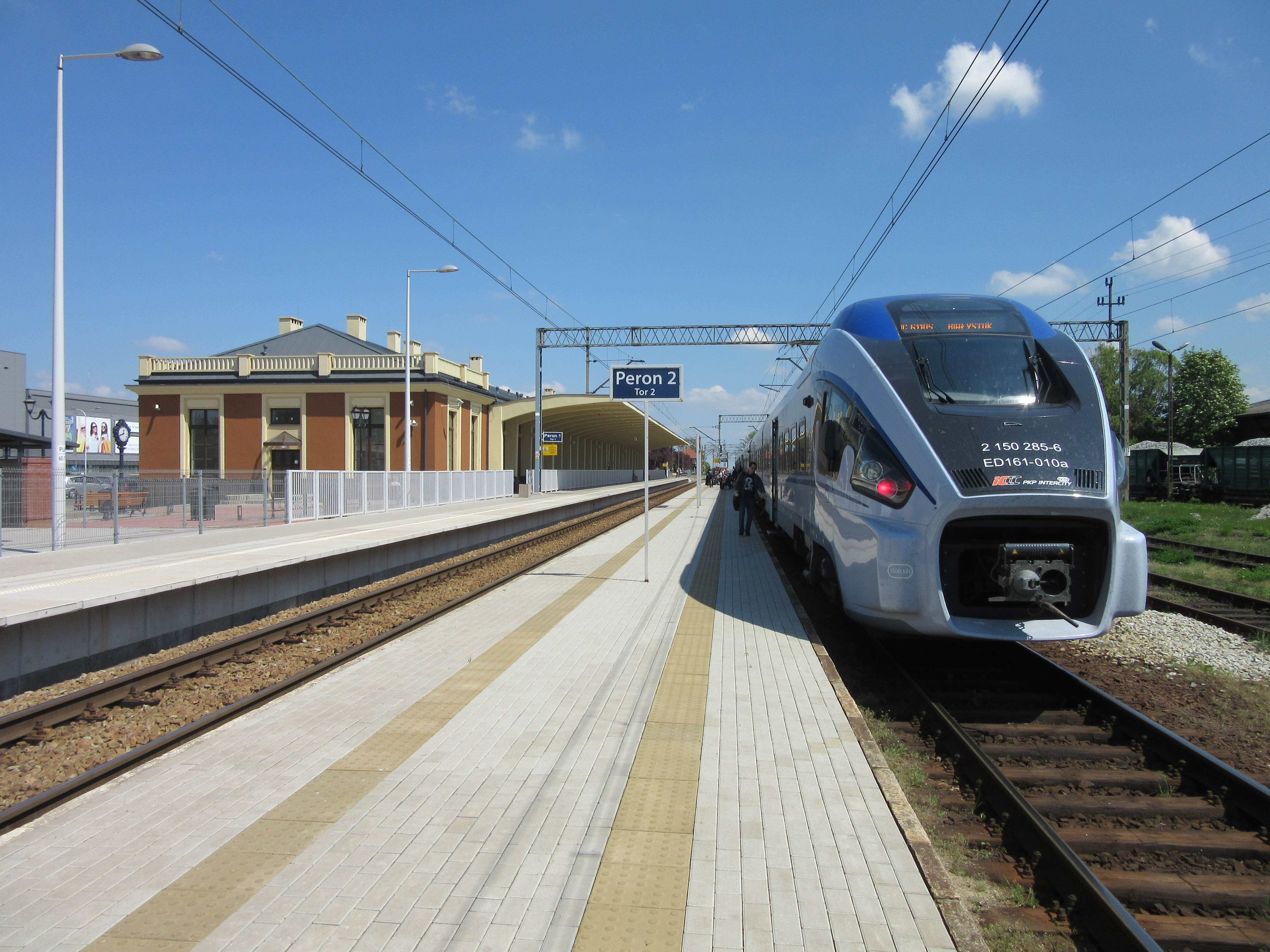
Поезд Pesa Dart на станции Калиш

Через город проходит железнодорожная линия № 14 Лодзь — Форст. В городе действуют 3 железнодорожные станции и остановочных пункта: Калиш, Калиш-Щипёрно и Калиш-Виняры. Пассажирские перевозки осуществляют компании PKP Intercity, Polregio, Koleje Wielkopolskie и Łódzka Kolej Aglomeracyjna.

### Автомобильный транспорт
В Калише пересекаются национальные автодороги:
- Шаблон:AS-droga Ленкница — Лешно — Калиш — Пётркув-Трыбунальский — Радом — Люблин — Дорогуск
- Шаблон:AS-droga Боболице — Быдгощ — Конин — Калиш — Острув-Велькопольский — Олесница

Также через город проходят воеводские дороги № 442, 450 и 470. Общественный транспорт представлен автобусной сетью компании Kaliskie Linie Autobusowe, которая обслуживает 24 маршрута, включая пригородные.

## Архитектурные памятники
- Археологический заповедник «Калишское городище Пястов» (IX—X вв.) — городище в районе Заводзе.
- Кафедральный собор Св. Николая — построен в 1253 году.
- Базилика Успения Пресвятой Богородицы — национальный санктуарий Св. Иосифа, построена в 1353 году. В базилике находится чудотворная икона Святого Семейства.
- Францисканский монастырь (Калиш) — основан в 1257 году князем Болеславом Благочестивым.
- Костёл и монастырь бернардинцев (XV—XVII вв.) с фресками XVIII века.
- Костёл Св. Войцеха и Св. Станислава — бывший иезуитский костёл, построен в 1587–1595 годах по проекту архитектора Джованни Марии Бернардони.
- Каменный мост — памятник инженерного искусства, построен в 1824–1825 годах.
- Театр имени Войцеха Богуславского.
- Калишский городской парк — старейший городской парк в Польше (1798).

## Культура и спорт

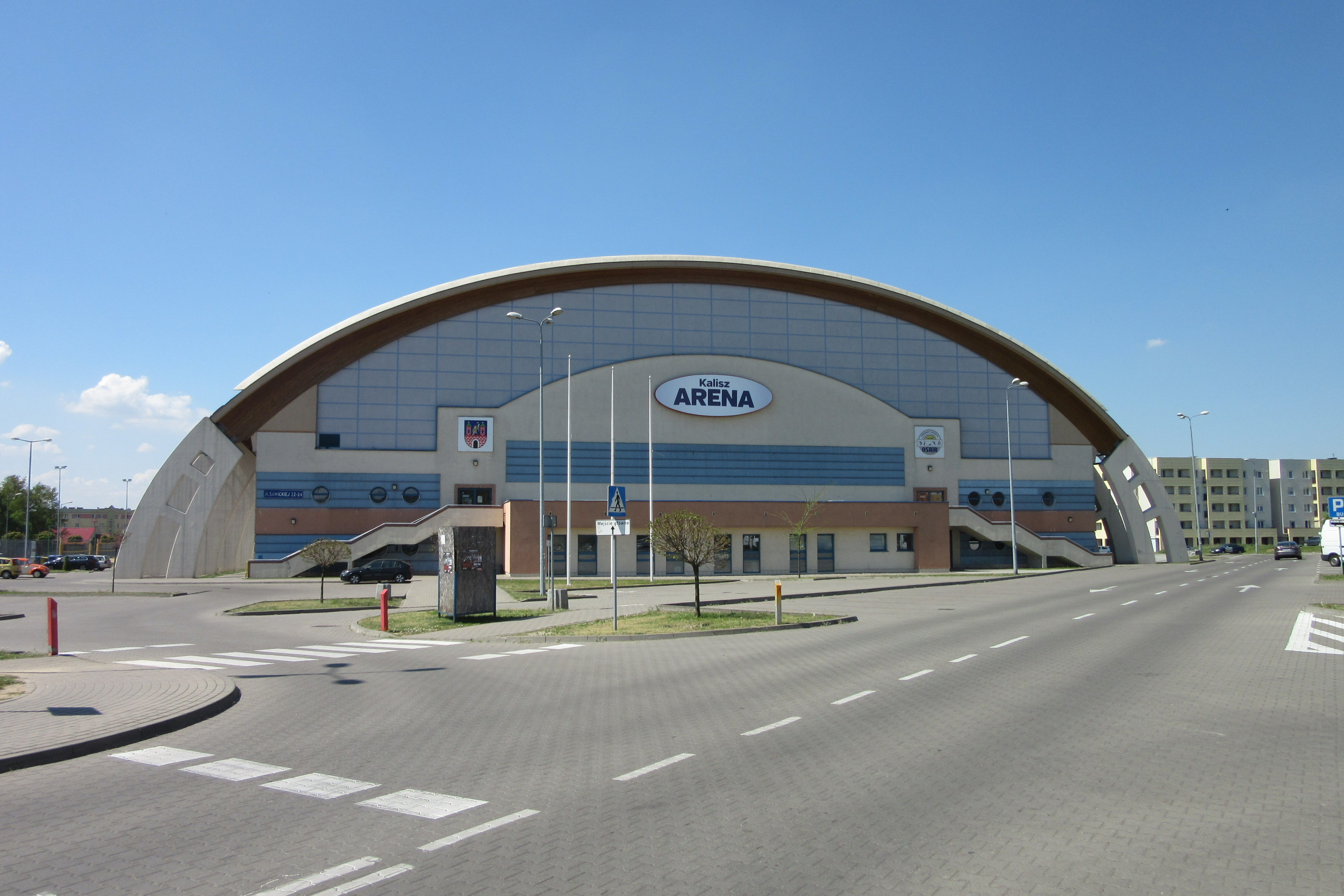
Спортивно-концертный комплекс Арена Калиш

Калиш является важным культурным центром. Здесь действуют Калишская филармония, Театр имени Войцеха Богуславского, Окружной музей Калишской земли, Центр культуры и искусства в Калише.
Ежегодно проводятся известные фестивали:
- Калишские театральные встречи — один из старейших и престижнейших театральных фестивалей в Польше (с 1961).
- Международный фестиваль джазовых пианистов (с 1974).
- Общепольский фестиваль ансамблей старинной музыки «Schola Cantorum» (с 1978).

В городе есть несколько спортивных клубов. Наиболее известны волейбольный клуб «MKS Kalisz» и футбольный клуб «ККС 1925 Калиш». От названия района Щипёрно происходит польское название гандбола — «szczypiorniak». Главный спортивный объект города — многофункциональный комплекс Арена Калиш на 3164 зрителя.

## Персоналии
- Балукевич, Юзеф (1831—1907) — польский живописец.
- Войцеховский, Станислав (1869—1953) — польский политик, президент Польши в 1922—1926 годах.
- Домбровская, Мария (1889—1965) — польская писательница.
- Мельцер-Щавиньский, Генрик (1869—1928) — польский композитор, пианист, дирижёр и музыкальный педагог.
- Рогозиньский-Шольц, Стефан (1861—1896) — польский путешественник, исследователь Африки.
- Сольский, Станислав (1622—1701) — польский математик, архитектор.
- Аснык, Адам (1838—1897) — польский поэт и драматург.

## Города-побратимы
Город Калиш сотрудничает с одиннадцатью городами из десяти стран Европы:
- Эрфурт, Германия (1984)
- Хамм, Германия (1991)
- Омон, Франция (1958)
- Херхюговард, Нидерланды (1992)
- Каменец-Подольский, Украина (1993)
- Ла-Лувьер, Бельгия (1998)
- Мартин, Словакия (1996)
- Престон, Великобритания (1989)
- Ловеч, Болгария (2017)
- Фигерас, Испания (2017)
- Птуй, Словения (2011)